# Hans van Hechten
Hans van Hechten (Dordrecht, 16 oktober 1946) is een Nederlands acteur, regisseur en toneelschrijver.
Van Hechten werd vooral bekend als de SRV-man uit de televisieserie Flodder. Hij vertolkte ook enkele rolletjes in andere films, zoals All Stars en Flodder in Amerika! Ook was Van Hechten te zien in verscheidene commercials en bedrijfsfilms.
Zijn regisseurs- en schrijfwerk bleven beperkt tot toneel en hoorspelen. In 1980 debuteerde hij in Groningen in het stuk Knollen & Citroenen.

## Filmografie
- Geen ontbijt (1978) – psychiatrische patiënt
- Wie past er op de democratie? (televisieserie) – presentator (1981)
- Schooltelevisie (televisieserie) – magazijnchef (afl. onbekend, 1983)
- Poet in Power (1985) – politieman-ondervrager
- Voor niks gaat de zon op (televisieserie) – meerdere rollen (afl. in 1985 en 1988)
- Mijn idee (televisieserie) – vriend van Hugo de Groot (afl. onbekend, 1985)
- Schooltelevisie (televisieserie) – bewaker (afl. onbekend, 1985)
- Parallax (televisieserie) – dominee (afl. onbekend, 1986)
- Mijn idee (televisieserie) – leraar aardrijkskunde (afl. onbekend, 1986)
- Sostenu'to (kortfilm, 1987) – manager
- Cesar (1987) – verpleger
- Zinderend (1988) – badgast
- De wandelaar (televisieserie) – melkman (afl. onbekend, 1988)
- Wij houden zo van Julio (1990) – zwerver
- Goede tijden, slechte tijden (televisieserie) – Harry (1990)
- De stand van zaken (1990) – man met hond
- In naam der wet (1991) – geneeskundig inspecteur
- Hamlet (1993) – Osric
- Goede tijden, slechte tijden (televisieserie) – barman (1992)
- Medisch Centrum West (televisieserie) – Joep Rietschoten (3 afl., 1992)
- Flodder in Amerika! (1992) – taxichauffeur
- Ha, die Pa! (televisieserie) – verzekeringsagent dhr. Velleman (afl. "De videocamera", 1993)
- Joris Jaagt (1993) – verpleger
- Pleidooi (televisieserie) – cliënt (afl. onbekend, 1993)
- De Sylvia Millecam Show (televisieserie) – schrijver (afl. "Telouse Lautrec is mijn favoriete schilder", 1994)
- De Buurtsuper (televisieserie) – huwelijkskandidaat (afl. "Weekendje Düsseldorf", 1995)
- De Romeinse tijd (televisieserie) – Romeinse rechter (afl. onbekend, 1995)
- Onderweg naar morgen (televisieserie) – arts (afl. onbekend, 1996)
- westzijde Posse (televisieserie) - Koopman (aflevering 'Tweestrijd') , 1996
- Beeld voor beeld (televisieserie) – voorlezer (Oude Testament) (afl. onbekend, 1996)
- Unit 13 (televisieserie) – koorrepetitor (afl. onbekend, 1996)
- Kind aan huis (televisieserie) – makelaar (afl. onbekend, 1997)
- Het sluitend bewijs (televisieserie) – bedrijfsleider (afl. onbekend, 1997)
- Boetoe (televisieserie) – inspecteur (afl. onbekend, 1997)
- Flodder (televisieserie) – SRV-man Van Putten (14 afl., 1993–1999)
- Arends (televisiefilm, 1997) – huisbaas Gerrit
- All Stars (1997) – scheids #2
- De buitenvrouw (televisieserie) – conrector (afl. onbekend, 1998)
- Overstag (televisieserie) – huisvader (1998)
- Morgen word ik wakker in Berlijn (televisieserie) – Duitse treinconducteur (afl. onbekend, 1998)
- Quidam (televisieserie) – chauffeur (afl. onbekend, 1999)
- De praktijk (televisieserie) – gokverslaafde man (afl. onbekend, 2000)
- Goudkust (televisieserie) – Benno Post, zakenman (afl. onbekend, 2000)
- Spangen (televisieserie) – Leo Gans, tomatenplukker (afl. "Verlangen", 2001)
- Lucht (televisieserie) – dierenarts (uitzending 2002)
- 15.35: spoor 1 (2003) – leraar aardrijkskunde
- Armando (televisiefilm, 2004) – vader van Armando
- Man en paard (televisieserie) – Bram Moskowicz (afl. 1.2, 2006)

## Hoorspelen
- Karst Woudstra, Kuokkala. 1989.
- Émile Zola, De familie Rougon-Maquart. 1992.
- Hans van Hechten, Freddy 's droomshow. 1994.
- Hans van Hechten en Fred Vaassen, Dag ezels. 1995.
- Hans van Hechten, Telefoon voor Ellen. 1995.
- Simon Vestdijk, De vuuraanbidders. 1996.
- Lydia Rood, De stem van het water. 1999.
- Simon Vestdijk, De kellner en de levenden. 2005.
- Harry Mulisch, De ontdekking van de hemel. 2006.
- Ian McEwan, Zaterdag. 2006.